# Johann Joachim Quantz
Johann Joachim Quantz (Scheden, 1697. január 30. – Potsdam, 1773. július 12.) 18. századi zeneszerző és híres fuvolaművész. II. Frigyes porosz király fuvolatanára.

## Élete és munkássága
1697-ben egy kovács fiaként látta meg a napvilágot. 1708-ban, szülei halála után kezdett el zenét tanulni. Első mestere nagybátya Justus Quantz volt, aki Merseburgban működött, mint a város zenekarának egyik zenésze. Nagybátya halála után, annak veje, Johann Adolf Fleischhack vállalta magára Johann Joachim tanítását, aki tanulmányai végére érve kiválóan játszott vonós hangszereken, oboán, és trombitán is.
1716 márciusában a drezdai zenekar tagja lett. Egy évvel később Bécsbe utazott, ahol tanulmányait szándékozott folytatni. Jan Dismas Zelenka és Johann Joseph Fux tanítványa lett. Két év múlva tért vissza Drezdába, ahol I. Frigyes Ágost szász választófejedelem (II. Erős Ágost lengyel király) alkalmazta, mint oboást. A fuvolával, mint fúvós hangszerrel csak ekkor ismerkedett meg. Jó barátságba került a szász udvar fuvolásával Pierre-Gabriel Buffardinnal. Közben Rómába is elutazott, ahol a kontrapontról szerzett ismereteit gyarapította, Francesco Gasparini tanítványa lett. Ezután több európai nagy városban is megfordult, megismerte Alessandro Scarlatti és Georg Friedrich Händel zenéjét, mind két szerző nagy hatást tett rá.
1728-ban már mint fuvolást alkalmazták a királyi kápolna zenekarában. Egy berlini fellépésén figyelt fel rá a leendő II. Frigyes porosz király. A herceget annyira lenyűgözte Quantz fuvolajátéka, hogy elhatározta: fuvola leckéket fog tőle venni. Ennek érdekében évente kétszer rendszeresen magához is rendelte. I. Frigyes Ágost halála után Quantz követte Frigyest Drezdába, ahol szolgálatába lépett.
Miután II. Frigyes trónra lépett, állás ajánlott tett Quantznak, háromszorosát ígérte annak a pénznek, amit előtte keresett. A zeneszerző ezt el is fogadta, és mint a drezdai opera zenekarának a zenésze folytatta pályafutását. Frigyest még katonai toborzó útjaira is elkísérte.
Három év múlva az uralkodó kinevezte a potsdami udvar zeneszerzőjévé és kamarazenészévé. Itt olyan neves zenészekkel dolgozott együtt, mint Franz Benda vagy Carl Philipp Emanuel Bach. Mindeközben Quantz maradt a király fuvolatanára, az ő kiváltsága volt, hogy negatív és pozitív kritikával is illethette az uralkodó játékát. A zeneszerző ekkoriban írt művein érződik az itáliai mesterek, különösen Antonio Vivaldi hatása. Művészetének tökéletesítéséhez hozzájárult Johann Georg Pisendel hegedű játékának és Johann Adolph Hasse műveinek a megismerése is.
Quantz jellemző módon egész életében tökéletesítette játékát és stílusát. Az elkövetkező években ismerte meg Johann Sebastian Bach és Georg Philipp Telemann zenéjét. Ezen mesterek szintén nagy hatást gyakoroltak rá. Ugyanakkor II. Frigyesnek a zenei stílusa kifejezetten Quantz hatását tükrözi. 1773-ban, mint a porosz király egyik kedvenc zenésze hunyt el.
A zeneszerző csak fuvolaversenyekből mintegy 300 darabot hagyott az utókorra. Ezek túlnyomórészt Nagy Frigyes számára készültek és az ő hagyatékában is maradtak fent kéziratban. A versenyművek három tételesek. A tételek felépítése Vivaldi mintáját követi. Az ellenpontos szerkesztést összekapcsolja bennük az itáliai és a francia stíluselemekkel, saját ideáljának, a vegyes ízlésnek megfelelően. 
Versenyművei mellett több szonátát írt fuvolára, fuvolára és hegedűre, komponált triószonátákat, dalokat és áriákat, valamint néhány concerto is a neve alatt maradt fent. Ezenkívül írt több tucat egyéb zenedarabot fuvolára. A fuvola hangskáláját kibővítette egy billentyű hozzáadásával. 
Híres volt fuvolaiskolája is, amely csak kisebb részben bevezetés a fuvolajátékba, nagyobb részben a gáláns zene előadói gyakorlatának értékes dokumentuma.

## Magyarul megjelent művei
- Fuvolaiskola; ford. Székely András; Argumentum, Budapest, 2011

## Hangfelvételek
- The Quantz Project J.J. Quantz összes művének felvétele / Csalog Benedek & Alexis Kossenko